# Cadeguala albopilosa
Cadeguala albopilosa är en biart som först beskrevs av Maximilian Spinola 1851.  Cadeguala albopilosa ingår i släktet Cadeguala och familjen korttungebin. Inga underarter finns listade.